# Cava (wino)

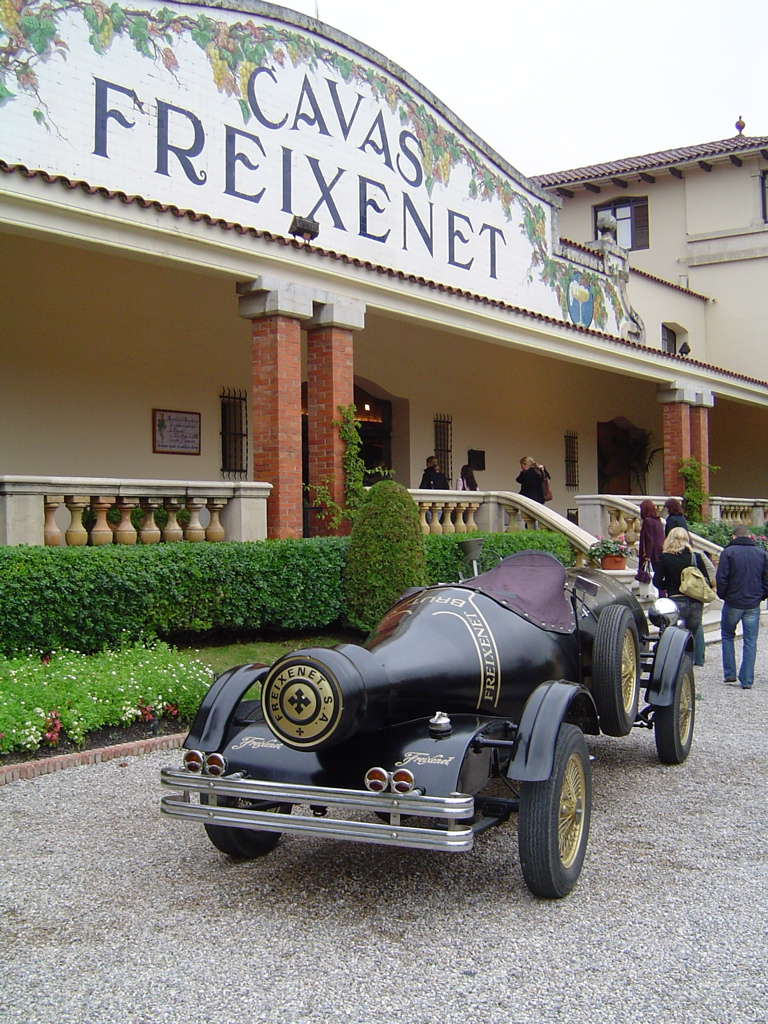
Wytwórnia Freixenet

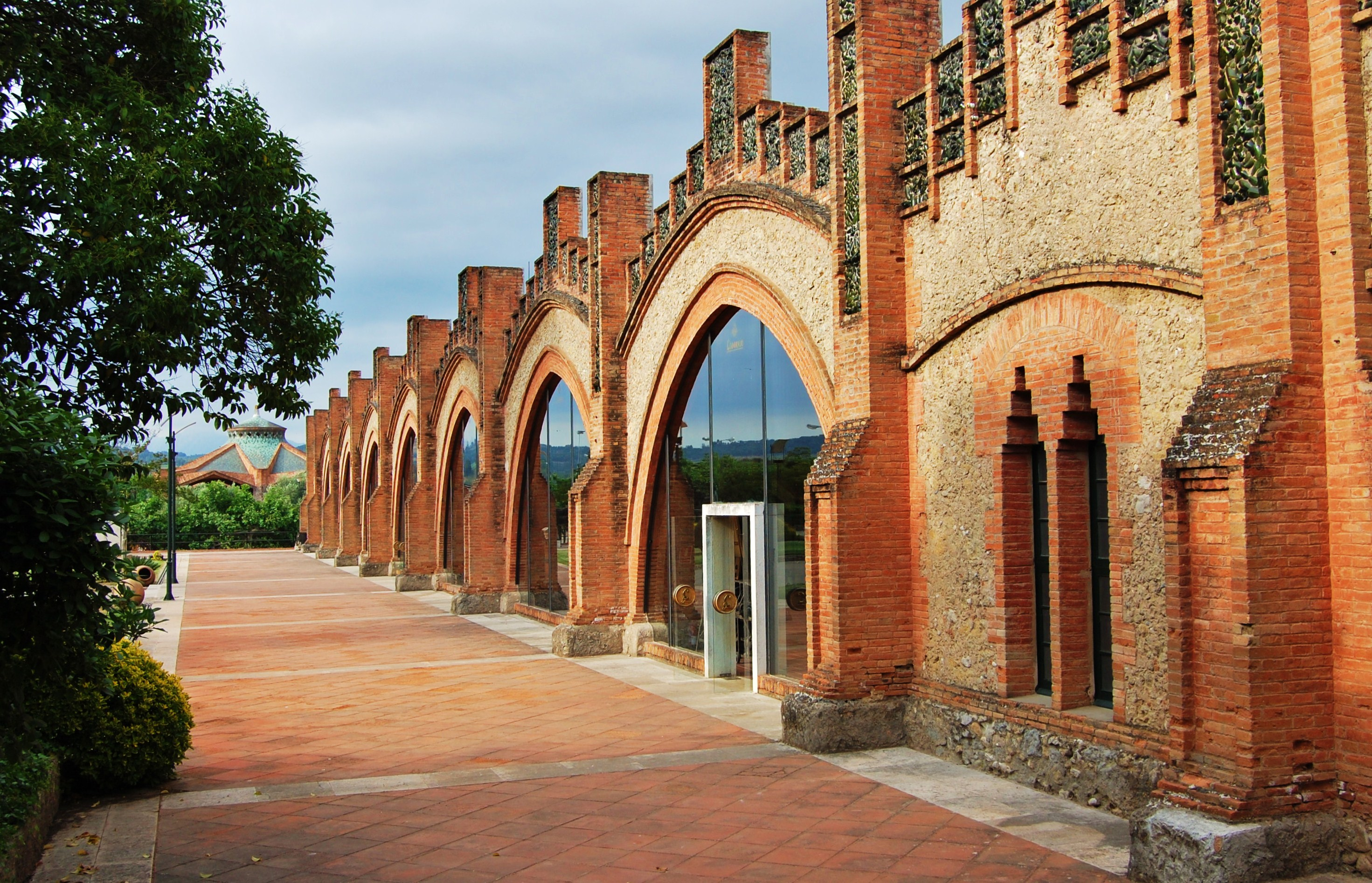
Wytwórnia Codorníu

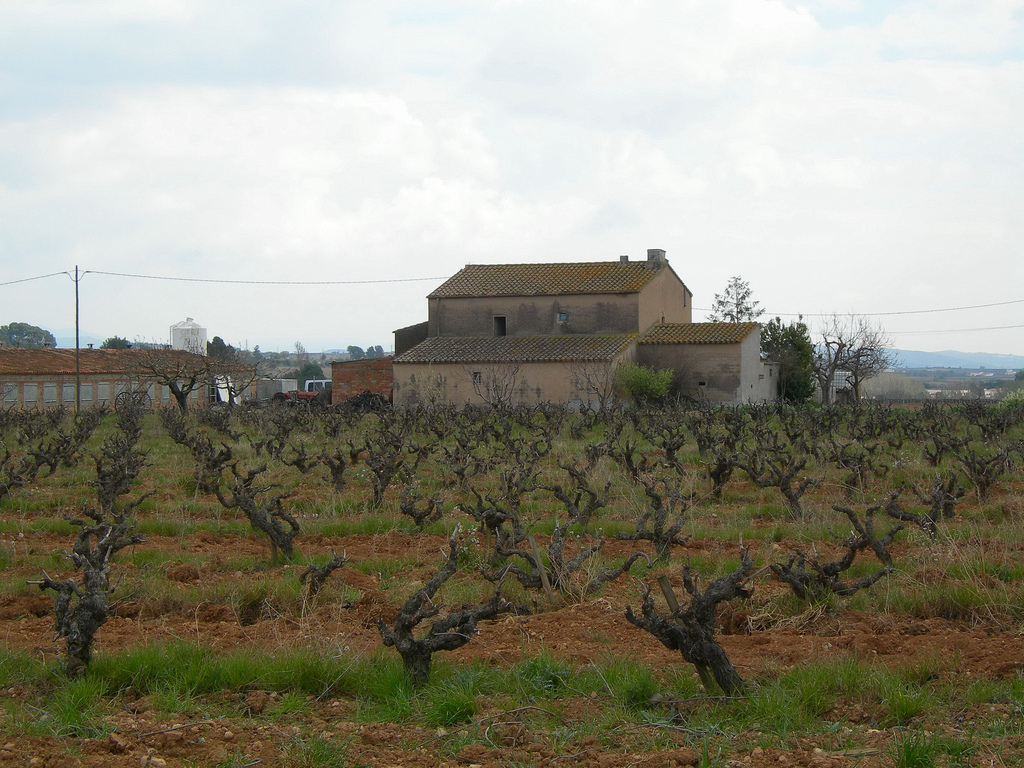
Winnica w regionie Penedés

Cava – wino musujące produkowane w Hiszpanii (region Penedés) z wykorzystaniem metody szampańskiej, jako jedyne spośród win musujących wyróżnione kategorią DO (denominación de origen). Nazwa pochodzi od katalońskiego słowa oznaczającego piwnicę, w której przechowuje się wino. Użycie nazwy nie jest zastrzeżone dla konkretnego regionu, jednak cava pochodzi i jest w 95% produkowana w Katalonii, w lekko pagórkowatym regionie Penedés w okolicach Barcelony. 
Producenci cavy używają najczęściej rodzimych szczepów hiszpańskich: parellada (o aromacie jabłek), macabeo (znany też jako viura, dostosowany do miejscowego klimatu, ale dość neutralny w smaku) i xarello (aromatyczny). Uznanie zyskuje międzynarodowy chardonnay, a określenie blanc de blanc, zapożyczone z Szampanii, wskazuje na 100% udział tej odmiany w winie. Cava z reguły jest białym winem musującym, choć niektórzy wytwórcy oferują niewielkie ilości różowego wariantu, opartego na pinot noir. Moszcz jest filtrowany bezpośrednio po wyciśnięciu, a poszczególne odmiany fermentują osobno. 
Prawo do używania nazwy cava mają ci producenci, którzy przestrzegają rygorystycznie zdefiniowanych standardów produkcji i pozostawiają wino w kontakcie z osadami drożdżowymi przez przynajmniej 9 miesięcy. Wina najlepszej jakości, leżakujące przez 30 miesięcy, mają prawo do określenia gran reserva.
Choć największa wytwórnia Codorniú deklaruje, iż tamtejsi winiarze jako pierwsi w 1872 roku zaoferowali hiszpańskie wino musujące, to inne źródła wskazują, że Josepa Raventósa z Codurniú ubiegł Antoni Gali Comas, który zaprezentował takie wino w 1852 na konkursie w Madrycie, a na większą skalę zaprezentowali je w Barcelonie w 1872 wcześniejsi studenci Luisa Justo i Vaillnuevy z placówki naukowej w Sant Isidre. Domenec Soberano i Francesc Gil otrzymali tam złote medale. Istniejąca do dziś wytwórnia Josep Raventós i Fajtó z Codurniú może się jednak pochwalić pierwszymi winami fermentowanymi w butelce produkowanymi z odmian parellada, macabeo i xarello, nadal podstawowych dla produkcji cavy.
Drugim co do wielkości po Codorníu producentem jest Freixenet.
W przeciwieństwie do szampana cava jest sprzedawana jak najszybciej po osiągnięciu dojrzałości i powinna być wypita możliwie szybko.
W 2005 roku Hiszpanie rozpoczęli bojkot katalońskiej cavy i win z tego regionu. Był to znak protestu wobec wystąpienia lidera partii ERC, Josepa Lluisa Caroda, który wypowiedział się przeciwko kandydaturze Madrytu na organizatora Igrzysk Olimpijskich w 2012 roku i w imieniu regionu Katalonii odmówił jej poparcia. Bojkot spowodował spadek sprzedaży i znaczne straty zwłaszcza dla marki Codorníu.